# Cena smíchu
Cena smíchu (v anglickém originále Behind the Laughter) je 22. díl 11. řady (celkem 248.) amerického animovaného seriálu Simpsonovi. Scénář napsali Tim Long, George Meyer, Mike Scully a Matt Selman a díl režíroval Mark Kirkland. V USA měl premiéru dne 21. května 2000 na stanici Fox Broadcasting Company a v Česku byl poprvé vysílán 19. března 2002 na stanici ČT1.

## Děj
Epizoda je parodií na životopisný seriál Behind the Music stanice VH1 a má stejného vypravěče, Jima Forbese. Začíná historií rodiny Simpsonových a tím, jak se dostali do showbyznysu: Homer v domnění, že rodiny zobrazované v četných televizních pořadech, které společně sledují, se ani v nejmenším nepodobají jejich srovnatelné dysfunkčnosti, napíše a zrežíruje neadekvátní „pilotní“ videoklip, který nepřitáhne pozornost velkých televizí s výjimkou Foxu, protože jeho prezidentem je shodou okolností kadeřník Marge. Po dlouhém dolaďování a nehodách na place vzniká mnoho gagů, jež se v seriálu objevují, a díky obrovskému úspěchu Simpsonových ve sledovanosti a prodeji zboží rodina neobyčejně zbohatne. Poté, co se přestěhují z domu na Evergreen Terrace do bývalého sídla MC Hammera Hammertime – přejmenovaného na Homertime –, rozšíří svou působnost o řadu nových alb, která získávají Grammy a jsou „megaplatinová“. 
S pokračující slávou Simpsonových se začínají objevovat problémy: stávají se z nich bezohlední rozhazovači, kteří střídavě kupují svým kolegům extravagantní dárky a platí jim za to, aby pro jejich pobavení předváděli trapné kousky. Poté, co mu jeden vtipný kousek (pád do Springfieldské rokle z dílu Ďábelský Bart) způsobí zranění, se Homer stane závislým na lécích proti bolesti na předpis; Marge utratí většinu rodinného jmění za licenci na svou podobiznu pro použití na diafragmách a Bart se po útoku na letušky dostane do léčebny, kde ho v pořadu dočasně nahradí Richie Rich. Na základě tipu od Apua finanční úřad zjistí, že se Simpsonovi vyhýbají placení daní, a zabaví jim Homertime. Napětí v rodině roste, a tak se scenáristický a produkční tým pořadu uchyluje k trikovým, nesmyslným zápletkám a nestydatým hostujícím hvězdám, aby si udržel sledovanost. Nakonec se rodina při vystoupení s Jimmym Carterem na státním veletrhu v Iowě dostane do velkého sporu a rozdělí se. 
Stanice Fox seriál pozastaví, protože nikdo ze Simpsonových spolu nemluví. Členové se věnují samostatným aktivitám: Homer se věnuje kariéře křečovitého herce v divadelních představeních, jako je Rent II: Condo Fever. Bart nahrazuje Lorenza Lamase, hvězda akčního pořadu Renegade. Marge vytvoří noční klub, kde hraje píseň Boba Marleyho „I Shot the Sheriff“. A Líza píše Where Are My Residuals?, knihu o svých negativních zkušenostech z práce na pořadu, jako je Homerův přídavek cereálií s hormony proti růstu. Dát rodinu znovu dohromady se zdá být nemožné, dokud doktor Dlaha nepověří svého bývalého člena bratrstva, country zpěváka Willieho Nelsona, aby je dal znovu dohromady. Nelson uspořádá falešné předávání cen, aby rodinu usmířil, ta se obejme a odpustí si navzájem své minulé křivdy. S nadějí vzhlížejí k mnoha dalším epizodám Simpsonových. 
Díl končí epilogem, v němž Forbes prohlašuje, že „budoucnost pro tuto rodinu ze severního Kentucky vypadá jasněji než kdy jindy“. Po epilogu je rodina Simpsonových zobrazena ve střižně videa, kde si prohlíží scénu z připravované epizody z další sezóny, v níž rodina mluví o výhře výletu do Delaware. Zřejmě v reakci na strnulost a nevtipnost jednání Homer střihače tiše ujišťuje, že příští řada bude poslední. V závěrečné scéně se objevuje posměšná upoutávka na „nadcházející díl“ seriálu Cena smíchu o Huckleberrym Houndovi, v níž odhalí, že je gay.

## Produkce
Guy Rosenthal, přítel výkonného producenta Mika Scullyho, produkoval na stanici VH1 seriál Cena smíchu, který byl v době natáčení epizody velmi populární. Nápad na epizodu přednesl Tim Long a byl pro seriál drastickým odklonem, když se pokusil o něco tak odlišného. Koncepce seriálu trvala scenáristům dlouho, protože si nebyli jisti, zda má být Homer filmařem, nebo zda postavy mají vědět, že jsou natáčeny. Selman vzpomínal, že neexistoval žádný návrh dílu, místo toho si scenáristé prostě sedli a „vymlátili to“. Poznamenal, že jednou z nevýhod pro výrobu animovaného pořadu, jehož tvorba trvá až rok dopředu, bylo to, že mnoho jiných komediálních pořadů, především Saturday Night Live se svým skečem More cowbell, již parodie na Cenu smíchu vytvořilo. Ačkoli v závěrečné epizodě se objevuje pouze jedna vypípaná nadávka Marge (kvůli komediálnímu efektu), Meyer vzpomíná, že scenáristé strávili mnoho týdnů jen „nadhazováním špinavostí Marge“.
Scenáristé se obzvlášť bavili psaním přehnaných, melodramatických „trýznivých metafor“, z nichž mnohé napsal producent David Mirkin. Ačkoli to není uvedeno, Scully poznamenal, že scenáristé Tom Gammill a Max Pross k epizodě významně přispěli. Štáb v dílu použil skutečné rané propagační plakáty Simpsonových. Společnosti VH1 a Guy Rosenthal Productions byly ohledně epizody „nesmírně vstřícné“ a umožnily týmu použít celý grafický balíček. Larina Adamsonová zajela do sídla VH1, aby sestavila většinu grafického balíčku videí. Součástí imitace epizody Cena smíchu bylo použití „otřepaných, stockových mezititulkových záběrů, které měly umocnit dramatičnost situace“.
Ian Maxtone-Graham během nahrávání dílu režíroval dabéry. Jim Forbes, vypravěč Ceny smíchu, přišel do studia a namluvil vyprávění, které George Meyer označil za „fantastické“. Když Scully přišel do studia natočit hostující vystoupení Willieho Nelsona, měl zpoždění a musel počkat, protože Nelson nahrával duet s B. B. Kingem. Meyer vzpomínal, že Nelson producentům řekl, že se mu Simpsonovi líbí a že se na ně díval v autobuse na svém turné, než odjel vystupovat. Mark Kirkland označil díl za jeden z „nejpodivnějších, na kterých kdy pracoval“. Zúčastnil se stolního čtení k epizodě s vědomím, že ji bude režírovat, ale byl překvapen, když zjistil, že příběh „není lineární (…) a je celý rozsekaný“. Po režijní stránce byl díl považován za velmi náročný, ale také snadný, protože tým animátorů nemusel hledat chyby v návaznosti, protože epizoda „tolik skákala“. Animátoři a Kirkland zhlédli několik dílu seriálu Behind the Music, aby se v něm zorientovali, stejně jako scenáristé.
V rozhovoru pro Entertainment Weekly týkajícím se obnovení seriálu ve 23. sezóně showrunner Al Jean hovoří o tom, které dříve odvysílané epizody by mohly dobře posloužit jako finále seriálu. Za nejsilnější kandidáty považuje díly Cena smíchu a Věčný stín Simpsonovy mysli a dále je rozvádí: „Nemyslím si, že budeme mít finále ve stylu Ztracených, kde odhalíme nějakou pravdu o světě, kterou nikdo nikdy netušil. Kdykoli budeme dělat poslední epizodu, jen doufáme, že bude milá, věrná postavám, vtipná a dá vám příjemný pocit, kam by Simpsonovi směřovali.“.

## Kulturní odkazy
Epizoda obsahuje mnoho odkazů a narážek na seriál Behind the Music a jedna hláška, kterou štáb považoval za vtipnou, byla převzata přímo z uvedného seriálu.
Během rozhovoru s Komiksákem je vidět socha obra z filmu Železný obr, což je poklona bývalému režisérovi Simpsonových a kreativnímu konzultantovi Bradu Birdovi, který odešel režírovat filmy. Dospívající fanoušci Barta Simpsona křičícího na píseň „Twist and Shout“ jsou odkazem na Beatlemanii. Bartovy kalhoty jsou narážkou na M. C. Hammera, jenž byl inspirován epizodou Behind the Music založenou na jeho životě, kterou štáb sledoval během natáčení. Bart, zatímco se nechává hýčkat asistenty, souhlasí s přijetím role ve filmu Vlčí mládě 3, což je odkaz, který Scully později považoval za zastaralý.
Richie Rich nahrazuje Bartovu roli v seriálu, zatímco Bart podstupuje odvykací kúru; animátoři obarvili jeho oblek na zeleno, aby se vyhnuli porušení autorských práv. Když je seriál Simpsonovi přerušen, nahradí ho fiktivní Fox pořadem Peepin' It Real!, který se skládá ze záběrů skryté kamery z dámských šaten Ann Taylorové. Scully poznamenal, že prodejce tímto vtipem „nebyl nadšen“. Epizoda je také vědomě autoreferenční. Je ukázána řada triček s řadou hlášek Barta Simpsona, jedná se o parodie na oficiálně licencovaná i pašovaná trička s tematikou Simpsonových v počátcích seriálu, která se obvykle točí kolem Barta.
V dílu je slavná scéna Homera padajícího do Springfieldské rokle na Bartově skateboardu z dílu 2. řady Ďábelský Bart. Cena smíchu pak ukazuje „neveselé následky“ toho, jak Homer prochází fyzickou rehabilitací a stává se závislým na lécích proti bolesti. V epizodě se uvádí, že seriál se s poklesem sledovanosti obrátil k „trikovým premisám a nesmyslným zápletkám“, a k vyjádření této myšlenky se používá ukázka z dílu Ředitel Skinner a seržant Skinner, což byla velmi kontroverzní epizoda, kterou mnoho fanoušků a kritiků odsoudilo.

## Přijetí
Tato epizoda byla serverem askmen.com vyhodnocena jako 4. nejlepší epizoda seriálu Simpsonovi. V roce 2012 Johnny Dee z deníku The Guardian zařadil díl mezi svých 5 nejoblíbenějších epizod v historii Simpsonových a poznamenal, že Simpsonovi jsou „dobří v sebeparodii“. Scenáristé Simpsonových ji zvolili do svého seznamu 15 nejlepších epizod Simpsonových, a stala se tak nejnovějším dílem v tomto seznamu. Server Screen Rant díl označil za nejlepší epizodu 11. řady.